# Perry Kitchen
Perry Allen Kitchen, född 29 februari 1992, är en amerikansk fotbollsspelare som spelar för Columbus Crew.

## Klubbkarriär
I januari 2018 värvades Kitchen av Los Angeles Galaxy. Den 28 januari 2021 värvades han av Columbus Crew.

## Landslagskarriär
Kitchen debuterade för USA:s landslag den 8 februari 2015 i en 2–0-vinst över Panama.